# Roodbruine sapzweefvlieg
De roodbruine sapzweefvlieg (Brachyopa panzeri) is een vliegensoort uit de familie van de zweefvliegen (Syrphidae). De wetenschappelijke naam van de soort is voor het eerst geldig gepubliceerd in 1945 door Goffe.